# ألكساندر بوروديوك
ألكساندر بوروديوك (الروسية: Александр Генрихович Бородюк) (مواليد 30 نوفمبر 1962) هو لاعب كرة قدم. لعب مع منتخب الاتحاد السوفيتي لكرة القدم. سبق له أن لعب في كأس العالم لكرة القدم مع منتخب بلاده.

## روابط خارجية
- ألكساندر بوروديوك على موقع الاتحاد الدولي (مؤرشف)  (الإنجليزية)
- ألكساندر بوروديوك على موقع قاعدة بيانات كرة القدم.إي يو (الإنجليزية)
- ألكساندر بوروديوك على موقع ناشيونال فوتبول تيمز (الإنجليزية)
- ألكساندر بوروديوك على موقع عالم كرة القدم.نت (الإنجليزية)
- ألكساندر بوروديوك على موقع أوليمبيديا (الإنجليزية)